# The Time of Our Lives (canción de Il Divo con Toni Braxton)
«The Time of Our Lives» —en español: el momento de nuestras vidas— es una canción grabada por el multinacional cuarteto de crossover clásico Il Divo, junto con la colaboración de la cantante estadounidense de R&B Toni Braxton para servir como la canción oficial para la Copa Mundial de la FIFA celebrada en 2006 en Alemania.
Escrita por Jörgen Elofsson y producida por Steve Mac para Il Divo, la canción aparece en Voices from the FIFA World Cup, el álbum oficial de la FIFA publicado en 2006. 
Il Divo y Braxton interpretaron «The Time of Our Lives» durante la inauguración de la FIFA 2006 en el Allianz Arena de Múnich el 9 de junio de 2006. 
Ese mismo día se publicó el sencillo en Europa continental, logrando alcanzar las primeras posiciones en los rankings de listas de música en Suiza, Alemania, Noruega, Italia y Austria, así como en el European Hot 100 Singles.

## Vídeo musical
El videoclip, dirigido por Nigel Dick, tiene lugar en una línea de meta del campo de fútbol durante la noche; Il Divo se sitúa en el centro del campo mientras que Braxton se refleja en pantalla del marcador. 
El video se fusiona con escenas de partidos de la FIFA. 

## Personal

### Músicos
- Il Divo – vocals
- Toni Braxton - vocals
- Steve Mac – teclados
- Dave Arco – piano
- Friðrik "Frissy" Karlsson – Guitarra
- Chris Leyes – tambores
- Isobel Griffiths – mediador de orquesta
- Gavyn Wright – dirigente de orquesta
- John Panadero – copyist

### Producción
- Steve Mac – productor, arranger
- Chris Leyes – ingeniero, Pro operador de Herramientas
- Dan Pursey – ingeniero de ayudante
- Ren Cisne – ingeniero de mezcla
- Dave Arco – arreglos de cuerda
- Geoff Ingeniero de cuerda adoptiva
- Jake Jackson – ayudante
- Braddon Williams – ingeniero
- Keri Lewis – productor vocal para Toni Braxton
- Dave Russell – ingeniero vocal para Toni Braxton
- Dick Beetham – mastering

## Listados de pista y formatos
CD europeo solo
1. «El Tiempo de Nuestras Vidas» (Radiofónicos Editar) – 3:18
2. «Isabel» – 4:14

Europeo CD maxi solo
1. «El Tiempo de Nuestras Vidas» (Radiofónicos Editar) – 3:18
2. «Isabel» – 4:14
3. «El Tiempo de Nuestras Vidas» (Versión Original) – 4:40
4. «Héroe» – 4:17
5. «El Tiempo de Nuestras Vidas» (Vídeo) - 5:07

## Posicionamiento
| Listas (2006)                | Posición |
| ---------------------------- | -------- |
| Austriaco Singles Gráfico    | 24       |
| Europeo Caliente 100 Singles | 52       |
| Alemán Singles Gráfico       | 17       |
| Italiano Singles Gráfico     | 24       |
| Noruego Singles Gráfico      | 16       |
| Suizo Singles Gráfico        | 8        |